# Lautaro (kommun)
Lautaro är en kommun i Chile.   Den ligger i provinsen Provincia de Cautín och regionen Región de la Araucanía, i den södra delen av landet, 600 km söder om huvudstaden Santiago de Chile.
Trakten runt Lautaro består till största delen av jordbruksmark. Runt Lautaro är det glesbefolkat, med 17 invånare per kvadratkilometer.